# Kalînivka, Șîroke
Kalînivka (în ucraineană Калинівка) este un sat în comuna Rozî Liuksemburh din raionul Șîroke, regiunea Dnipropetrovsk, Ucraina.

## Demografie
Componența lingvistică a localității Kalînivka
     Ucraineană (84,4%)
     Belarusă (8,26%)
     Rusă (6,42%)
Conform recensământului din 2001, majoritatea populației localității Kalînivka era vorbitoare de ucraineană (84,4%), existând în minoritate și vorbitori de belarusă (8,26%) și rusă (6,42%).